# Highbridge (Somerset)
Highbridge è una cittadina di 4 606 abitanti del Somerset, in Inghilterra. Fa parte della parrocchia civile di Burnham on Sea and Highbridge, nel distretto del Sedgemoor.